# Jamie Heaslip
James Peter Richard „Jamie” Heaslip (ur. 15 grudnia 1983 w Tyberiadzie) – irlandzki rugbysta występujący na pozycji wiązacza młyna w Leinster oraz w irlandzkiej drużynie narodowej.
Jego ojciec, Richard Heaslip, był żołnierzem sił pokojowych UNIFIL w Libanie.
Z drużyną Irlandii do lat 21 dotarł do finału mistrzostw świata w 2004 i w tym samym roku został nominowany do nagrody U21 Player of the Year.
W drużynie narodowej debiutował 26 listopada 2006 w meczu z Pacific Islanders na Lansdowne Road. Został tysięcznym rugbystą, który reprezentował barwy irlandzkie. Pierwsze przyłożenie zdobył 7 lutego 2009 na Croke Park w meczu Pucharu Sześciu Narodów z reprezentacją Francji. Irlandia w tym samym roku z Heaslipem w składzie zdobyła Puchar Sześciu Narodów zwyciężając we wszystkich meczach.
W 2009 wziął udział w tournée Brytyjskich i Irlandzkich Lwów do RPA, gdzie zagrał w trzech meczach. Z Lions udał się również do Australii cztery lata później.
Z Leinster zwyciężył w rozgrywkach Magners League w sezonie 2007/2008, zdobył również Puchar Heinekena w sezonie 2008/2009.
W 2009 był nominowany do nagrody IRB Player of the Year. Ostatecznie zwyciężył Richie McCaw.
Został pierwszym Irlandczykiem w erze profesjonalnej, który został usunięty z meczu. Miało to miejsce 12 czerwca 2010 podczas meczu z Nową Zelandią. Uderzył wówczas kolanem Richiego McCaw. Został następnie zdyskwalifikowany przez International Rugby Board na 5 tygodni.
Studiował na Dublin City University.